# Karniów

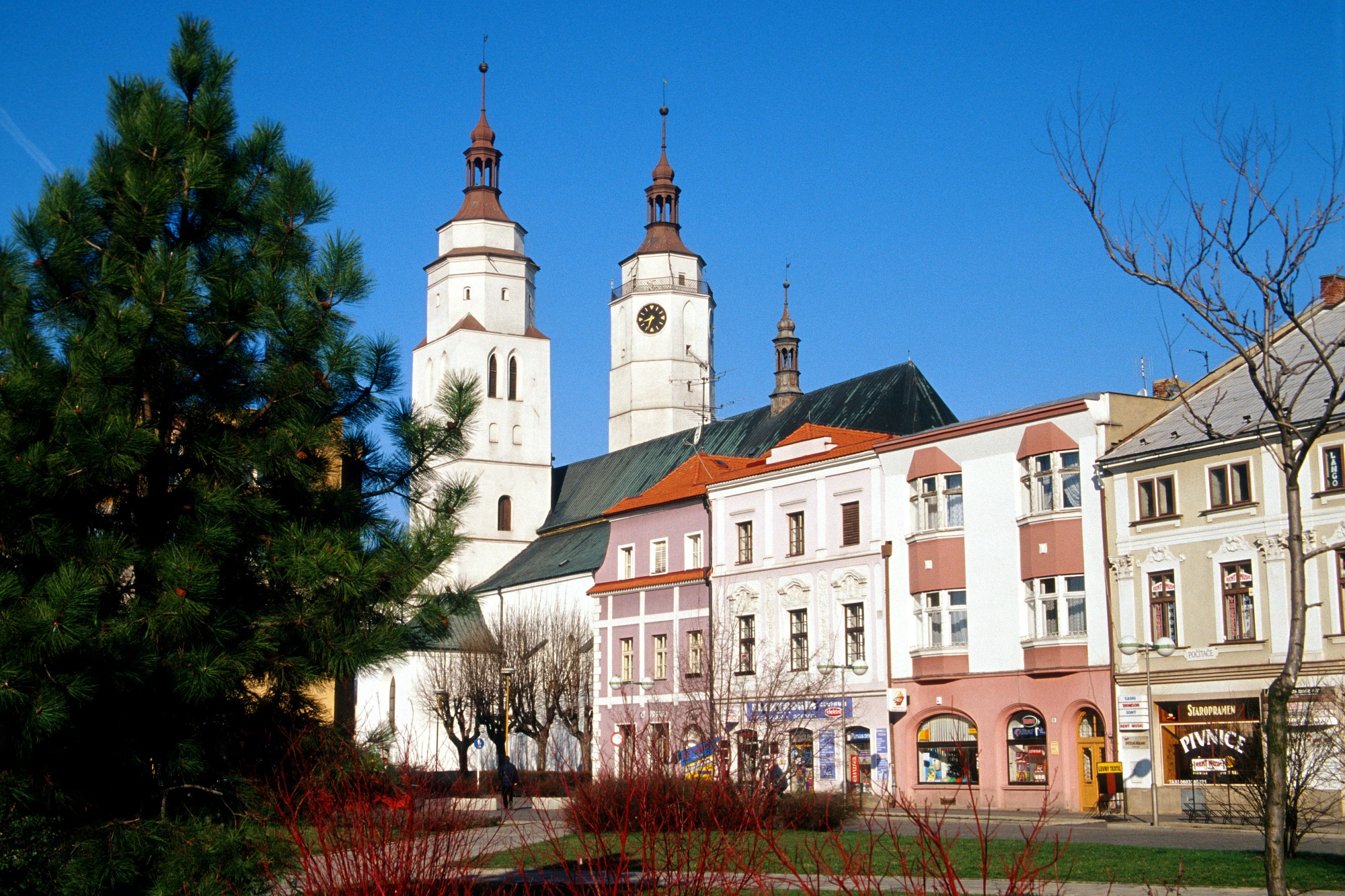
Rynek w Karniowie

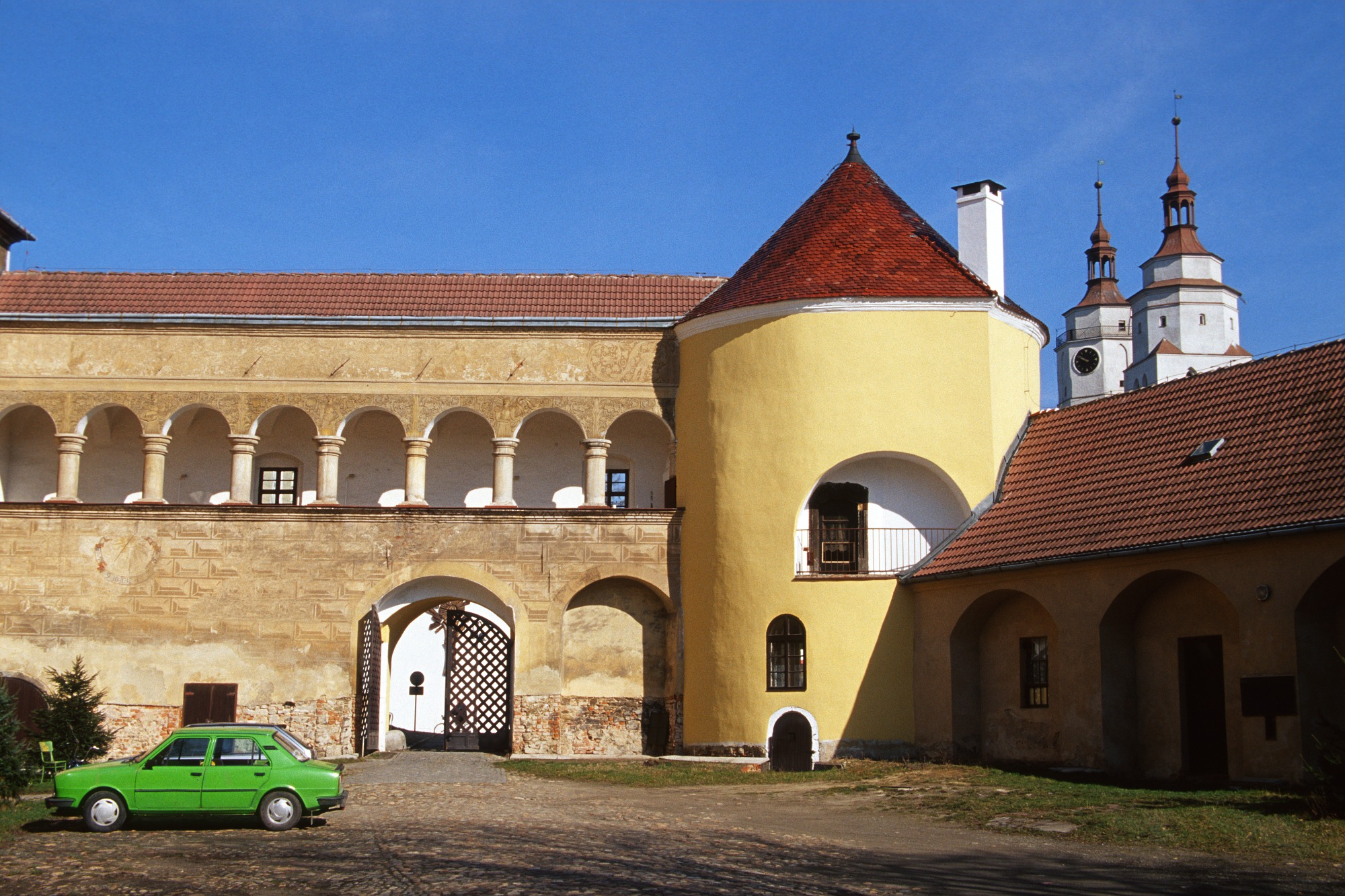
Zamek w Karniowie

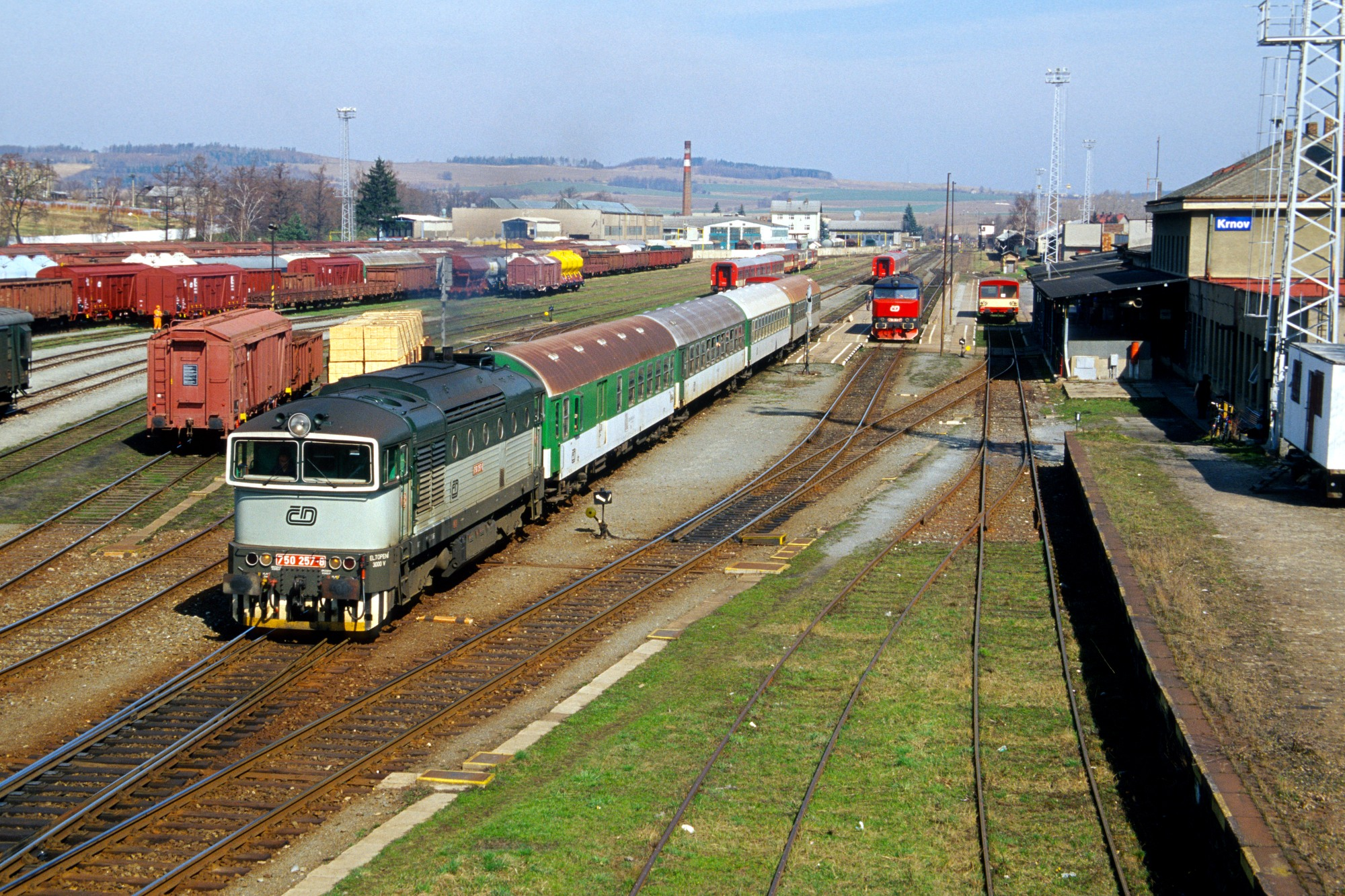
Stacja kolejowa w Karniowie

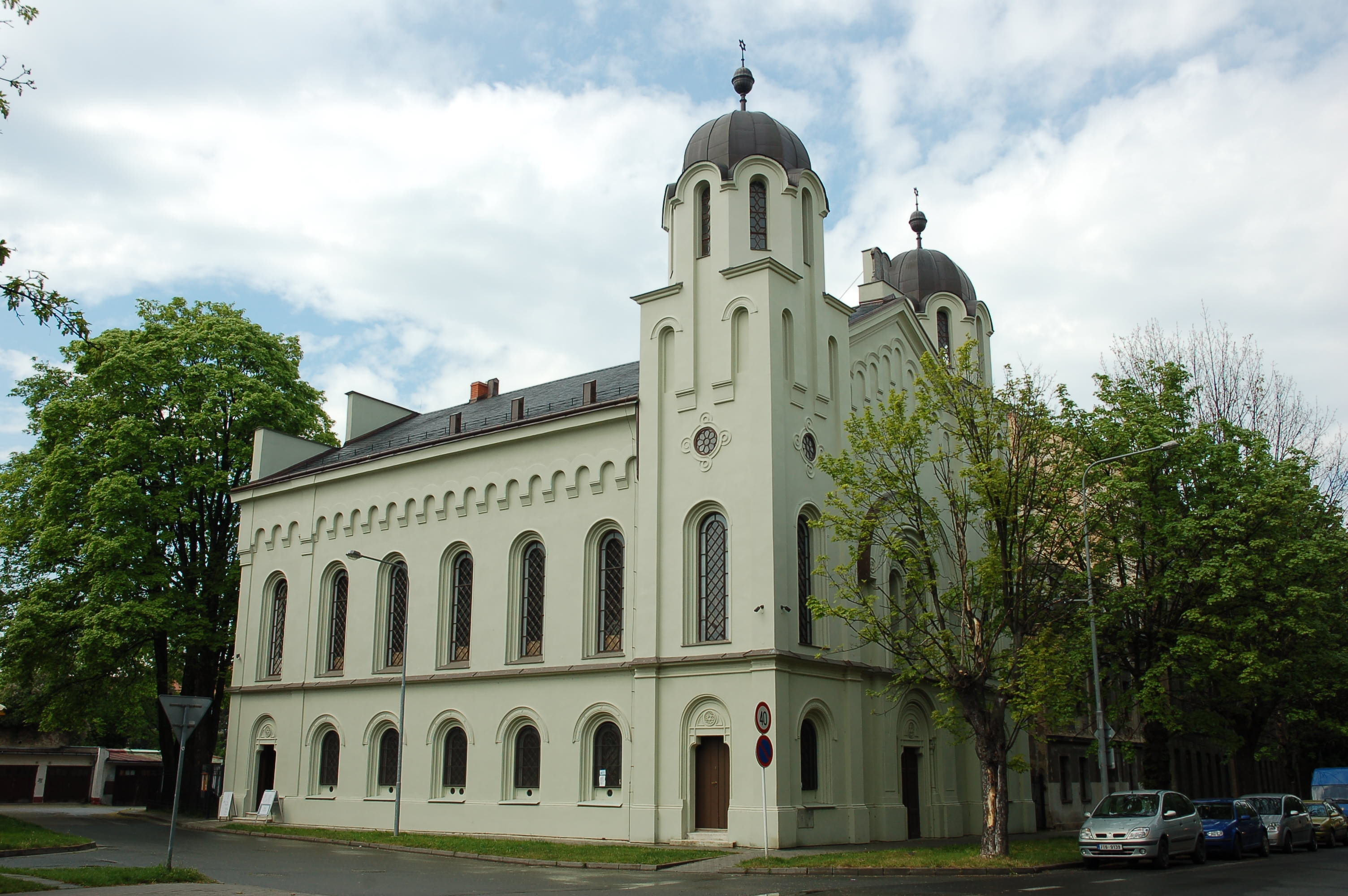
Synagoga w Karniowie

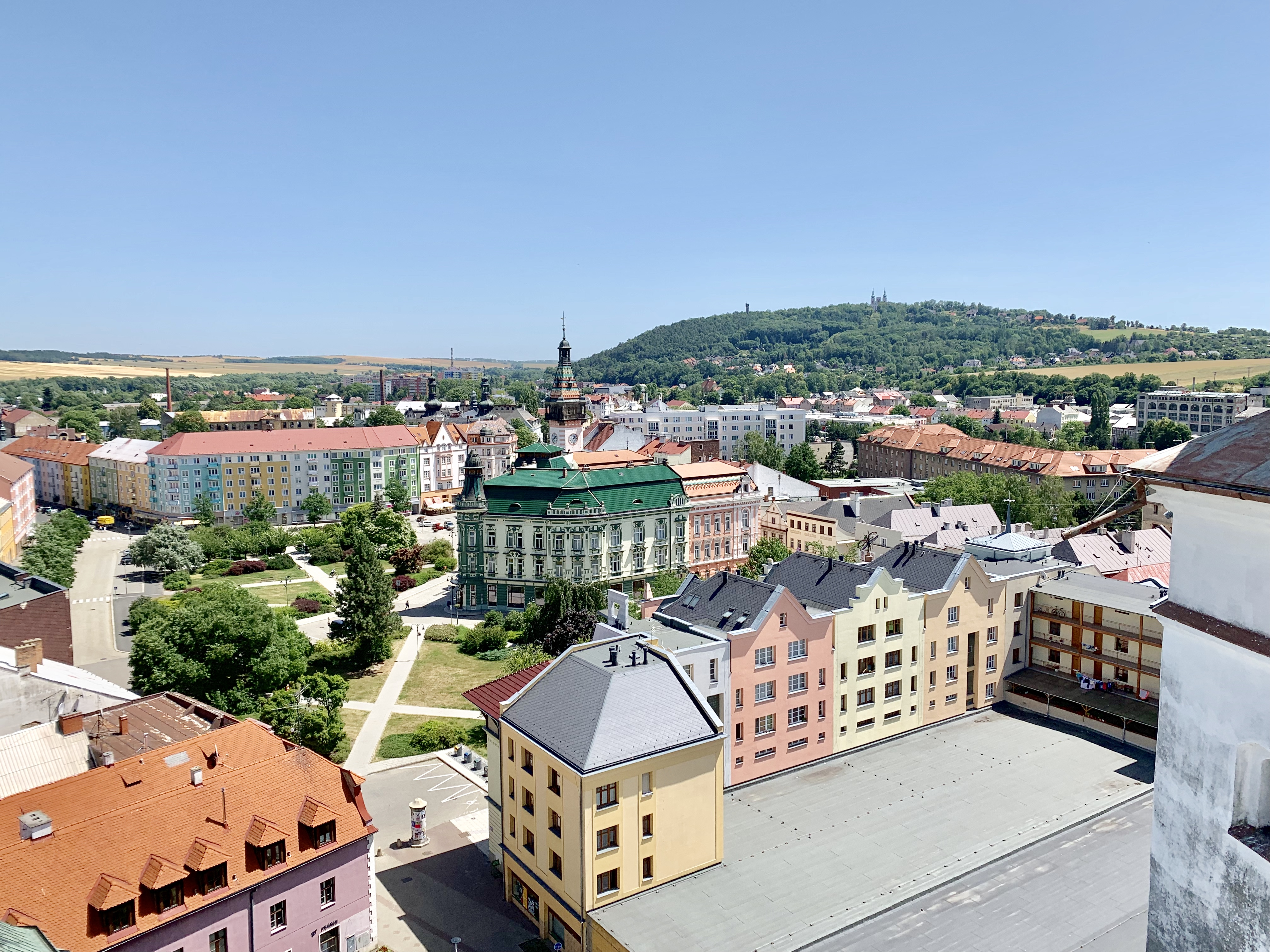
Widok miasta z wieży kościoła pw. św. Marcina.

Karniów lub Krnów (cz. Krnov, niem. Jägerndorf, łac. Carnovia) – miasto w powiecie Bruntal, w kraju morawsko-śląskim w Czechach, na Śląsku Opawskim, przy granicy z Polską, około 15 km od Głubczyc oraz 27 km od Prudnika, nad rzeką Opawą, 24 175 mieszkańców.

## Gospodarka
W mieście rozwinął się przemysł włókienniczy, odzieżowy, maszynowy, spożywczy oraz poligraficzny.

## Podział
| - Krásné Loučky - Pod Bezručovým vrchem - Pod Cvilínem | - Krásné Loučky - Krnov-Horní Předměstí - Opavské Předměstí |

## Geografia
Miasto jest położone nad zbiegiem rzek Opawy i Opawicy w Górach Opawskich, południowa (Šelemburk, Cvilín, Mariánské Pole, Lotnisko Krnov, Guntramovice) i zachodnia (Kostelec, Ježník, Kabátův kopec) część miasta w Niskim Jesioniku i południowo-wschodnia (Petrův rybník, Červený Dvůr) część miasta  na Płaskowyżu Głubczyckim. Historycznie miasto leży na Górnym Śląsku.

## Nazwa
Nazwa miejscowości była wzmiankowana po raz pierwszy w 1240 roku w formie Kyrnow, później także m.in. jako Jegerdorf (1253), Jegerndorf (1281), Crnovia (1356), Krnov, Jegirdorf, Jegirsdorf (XV wiek), Jägerndorf (XVII wiek). Pochodzi ona od staroczeskiej nazwy osobowej Krn z przyrostkiem dzierżawczym -ov i oznacza ‘miejscowość Krna’. Spotykane był zapisy Kyrnov, Cirnovia, Karnovia z wokalizacją przed -r-. Do języka niemieckiego nazwa została zaadaptowana w formie Jägerndorf, być może pierwotnie w formie *Gerndorf, utworzonej od postaci Kyrnov, a następnie przekształconej w adideacji do wyrazu pospolitego Jäger ‘łowca, myśliwy’. W roku 1613 śląski regionalista i historyk Mikołaj Henel z Prudnika wymienił miejscowość w swoim dziele o geografii Śląska pt. Silesiographia podając jej łacińskie nazwy: Carnovia, Iegerndorffium.

## Historia
Pierwsza wzmianka pisemna o Karniowie pochodzi z 1240 roku. Około roku 1260 uzyskał prawa miejskie nadane przez książąt opawskich z rodu Przemyślidów, potwierdzone w roku 1279. Już w XIII wieku zbudowano tu murowany zamek. Karniów szybko stał się znaczącym grodem na pograniczu śląsko-morawskim.
W XV wieku o ziemię karniowską toczyła się wojna pomiędzy królem czeskim Władysławem II Jagiellończykiem i, roszczącym sobie prawa do czeskiego tronu, królem węgierskim Maciejem Korwinem, zakończona zwycięstwem tego drugiego. Do 1490 roku Karniów był jednym z głównych miast części Królestwa Czeskiego rządzonego przez Korwina. Wybijano tu nawet monety królewskie. Wraz z okolicą stanowił księstwo karniowskie. Po śmierci Macieja Korwina władzę nad księstwem przejął ponownie Jagiellończyk.
W 1523 roku miasto wraz z całym księstwem kupił Jerzy Hohenzollern, który wprowadził jako obowiązujące wyznanie luteranizm. Hohenzollernowie panowali tu do początku XVII wieku, kiedy za sprzeciw wobec panujących w Czechach Habsburgów księstwo zostało skonfiskowane, a książę karniowski uwięziony. Cesarz darował w 1622 roku księstwo karniowskie Karolowi Liechtensteinowi, który połączył je z księstwem opawskim w księstwo karniowsko-opawskie. W wyniku wojny trzydziestoletniej Karniów został poważnie zniszczony, a księstwo spustoszone. W dalszych latach pretensje do Karniowa wnosił król pruski Fryderyk II Wielki, który uważał, że księstwo zostało bezprawnie odebrane jego przodkom z rodu Hohenzollernów. Spór rozszerzył się na cały Śląsk, co doprowadziło do wybuchu wojen śląskich. W ich wyniku dawne księstwo karniowskie zostało podzielone pomiędzy Prusy (część północna z Głubczycami) i Austrię (część południowa z Karniowem).
W 1763 roku w wyniku pokoju hubertsburskiego Karniów wszedł w skład Śląska Austriackiego, stanowiącego autonomiczną prowincję złożoną z pozostałych przy Austrii ziem śląskich. Spowodowało to szybki upadek znaczenia politycznego i administracyjnego Karniowa, ponieważ wszystkie urzędy księstwa karniowskiego przeniesiono do Opawy. W 1779 miasto zostało zniszczone przez wojska pruskie w odwecie za zniszczenie Prudnika przez Austriaków. W 1849 roku ostatecznie przestano używać nazwy księstwo karniowskie, natomiast coraz częściej zaczęto określać tereny byłego księstwa karniowsko-opawskiego Śląskiem Opawskim. W drugiej połowie XIX w. Karniów stał się dużym ośrodkiem przemysłu włókienniczego. Jednocześnie w 1845 r. w mieście została założona firma Rieger (od 1879 Gebrüder Rieger), która wkrótce stała się jednym z największych w Europie wytwórców organów. Zatrudniała ok. 160 robotników. Tylko w latach 1873–1903 wyprodukowała ona 1073 instrumenty. Po II wojnie światowej przeniosła swój zakład do Schwarzach w Austrii i nadal buduje organy pod nazwą Rieger Orgelbau. Macierzysta firma w Karniowie została znacjonalizowana w 1948 r., a w 1950 r. założono tam czechosłowackie przedsiębiorstwo państwowe Rieger-Kloss, które budowało organy do roku 2015.
Po upadku Austro-Węgier w 1918 roku Karniów wraz z całym Śląskiem Opawskim trafił w granice Czechosłowacji. Jako część Kraju Sudetów został zajęty w październiku 1938 przez wojska niemieckie. W 1945 roku miasto powróciło do Czechosłowacji, która wysiedliła jego niemieckich mieszkańców. Karniów jest ważnym ośrodkiem kulturalnym czeskiego Śląska. Do 21 grudnia 2007 roku funkcjonowało z Polską drogowe przejście graniczne Krnov-Pietrowice, również do jesieni 1946 roku kolejowe przejście graniczne Krnov-Pietrowice Głubczyckie.
Podczas operacji Dunaj, od sierpnia do października 1968 żołnierze 15 Pułku Wojsk Obrony Wewnętrznej z Prudnika pełnili funkcję garnizonu okupacyjnego w Karniowie. Rozbrojono posterunek milicji w Karniowie, zlikwidowano wyposażenie komitetu tutejszej partii, zdeponowano broń, notatki, dokumenty. Urząd Miejski w Karniowie pozbawiono łączności. Koszary w Karniowie były sukcesywnie pozbawiane sprzętu. Zaplombowano magazyn broni, amunicji i garaże z czołgami.

## Miasta partnerskie
- Bobrowniki, Polska
- Głubczyce, Polska
- Karben, Hesja, Niemcy
- Mińsk Mazowiecki, Polska
- Nadwirna, Ukraina
- Pefki, Grecja
- Povegliano Veronese, Włochy
- Prudnik, Polska
- Rajec, Słowacja
- Saint-Égrève, Francja
- Telsze, Litwa
- Yukon, Oklahoma, USA

## Turystyka
Oddział PTTK „Sudetów Wschodnich” w Prudniku przyznaje Kolarską Odznakę Turystyczną w „Królestwie Pradziada” za odwiedzenie m.in. Karniowa.